# 年金受給者党 (イタリア)
年金受給者党（ねんきんじゅきゅうしゃとう、Partito Pensionati、"PP"）は、イタリアの政党。書記長は、カルロ・ファトゥッゾ。